# CANNONBALL 〜ねこねこマシン猛レース!〜
『CANNONBALL 〜ねこねこマシン猛レース!〜』（キャノンボール ねこねこマシンもうレース）は、2003年2月7日にPC向けアダルトゲームブランド・ライアーソフトから発売されたアダルトゲーム。現在、パッケージ版は生産・販売終了となっているが、公式ホームページからのダウンロード販売で購入可能である。
ゲーム内容は、主人公のマシンを操作しレース優勝を目指す「レーシングアドベンチャー」である。

## 内容
ゲーム全体はアドベンチャーゲームの体裁をとっているが、ゲーム本編中で行われる「レース」は、アクション要素を含んだコマンド選択式のミニゲームとして存在し、その勝敗がアドベンチャーパートのストーリー展開にも影響する。
ゲームの舞台となるのは遥か未来、恒星間航法が当たり前のものとなり、人類発祥の星に関する知識が過去の遺物として忘れられた銀河世界。既存のSF作品から題材をとった多数のパロディやパスティーシュが盛り込まれており、完成度の高いスペースオペラが展開されている。
その一方、初回版では本編中に発生する多数のバグに加え「インストーラーが正しく機能せず、インストールが失敗する、あるいは異常に時間が掛かる」という不具合が存在した。このため、ゲームの内容以前の問題として多くのユーザーから批判を浴びた。ライアーソフトは後に、インストーラー周りを含めた不具合の改良をうたう「修正版」をリリースした（扱いとしては、初回版に対する通常版に近い）。
また発売前の宣伝企画として、現実のカーレースを模した「オフィシャルスポンサー」募集企画が存在した。これは、ゲーム中に登場するレーシングチームの一つを選び、チームのバナー（ゲームそのもののバナーとは別に、各チーム毎用意してある）を自身のウェブサイトに掲示することで、そのチームのスポンサーになれるというもの。個人サイトからアダルトゲームショップ、交友関係のあるアダルトゲームメーカーなどがスポンサーに名乗りを上げ、そのサイトバナーは実際にゲーム中のマシンに掲示された。

## 登場キャラクター

### No.13 TEAM YELLOW JACKET / マシン:デトネイター
フィリオ・ロッシ
本作の主人公。惑星ジェノバ出身の孤児。マフィアの運び屋として生活していたが、ユニオンからの奇妙な依頼を受けて「キャノンボール」に出場することになる。好物はバジル。本選出場に際して付けられたニックネームは“ごろつき”だが、本人は気に入っていない。
乗機「デトネイター」は、かつて彼の父ジーノ・ロッシの乗機であった「ファイアーザッパー」をレストアした機体である。
フォクシィ
正式名は「フォックスバット」。本作のメインヒロインであるネコミミ型シミュラクラ。シミュラクラであるにもかかわらず人を殺すことができ、伝説の暗殺者として名を知られていた。フィリオとのレース勝負に敗れ、彼のナビゲーターとなる。
トト
フリーのエンジニアでフィリオの元恋人。チームのメカニックになってほしいとフィリオから依頼されて一度は断るが、ミスリルの大魔女がレースに絡んでいるのを知ってから依頼を受諾した。

### No.1 TEAM VOLGA / マシン:コメータ
“復活の”アナスタシア
惑星ペテルブルク出身。ロシア大公国の公女。小柄な淑女だが、一度レースでスピードを出すと、高慢で攻撃的な性格を覗かせる。また剣の腕も確かで、自分を襲ってくる刺客を返り討ちにする際の撃破タイム更新を日課としている。
ヴァレンタイン
アナスタシアのナビゲーターを務めるAI。義体を持たず、ホログラフィで青年執事の姿を投影してコミュニケーションする。皮肉屋で、主たるアナスタシアの欠点を痛烈に指摘することもあるが、職務自体は極めて忠実。

### No.2 TEAM ALBION / マシン:センチュリオン
“女王陛下の”ジェームス・スチーブンス
惑星ハドソン出身。元大英帝国海軍中将の肩書きを持つ陽気で洒脱な老人。人種差別主義者で、人類とその他に対する扱いが露骨に異なるが、一方で自らの従僕であるデュアルの奔放な振舞いを容認する側面もある。
デュアル
「ロミュ」と「レミュ」という名を持つ、双子のネコミミ少女型シミュラクラ。常に二人で行動する。主のスチーブンスには物扱いされているが、にもかかわらず本人たちはその状況を楽しんでいる節がある。

### No.3 TEAM WHITNEYVILLE / マシン:マルボロ3
“猟犬”ブッチ・ヘインズ
惑星テキサス出身。超国家企業体「ユニオン」に所属するクラウンで、過去4回の優勝経験を持つ。徹底してレースのことしか気を使わない無愛想な男で、戦績にもかかわらずファンの受けは悪い。
フィリオに対して直接「キャノンボールへの出場」を指示した人物。フィリオの父親に関する情報をほのめかして彼を誘う。
ポリィ
ブッチのナビゲーターを務める女性型シミュラクラ。有能なキャリアウーマン風だが、寡黙で奔放なブッチにしばしば翻弄される。

### No.4 TEAM MAJAPAHIT /　マシン:ジャガーノート
“鬼神”ハリ・サイ
惑星ジャワ出身。ジャワを治めるマジャパイト王国の王子。豪快で正義感が厚く、涙脆いところもある豪傑である。王になるための試練として、キャノンボールでの優勝を狙う。人助けが好きで、困っている人の元へ猪突猛進で駆けつけるが、往々にしてその親切は却って迷惑となる。
ガジャ・マダ
ハリ･サイの部下。父王の代からマジャパイト王家に仕えている忠臣である。名前の由来はマジャパヒト王国に実在した宰相。
プラパンチャ
ハリ･サイの部下。彼の伝記を執筆するため、常に彼の後に付き従い言動を記録している。名前の由来はマジャパヒト王国に実在した宮廷詩人。

### No.5 TEAM GERALDINE / マシン:アポロⅤ
“玉潰し”ハンバーガー・パティ
惑星アーカンソー出身。口は悪いが明るく屈託の無い性格の少女。“玉潰し”の異名はクラッシュ回数の多さに由来する（が、別の意味に取られてもあながち外れてはいない）。孤児の出身であり、娼婦として生活していた過去があるが、本人はその点に関する後ろ暗さを見せることは無い。
ルーシ
パティの実弟で、チームのメカニックの一員。従順で優しく仕事も熱心だが、姉に従属しているところがあり、自立心の弱さをパティに心配されている。
ジョン・フィッツジェラルド
大手造船会社と契約している宇宙船設計士で、チームのオーナー。キャノンボールを自分の設計技術を示す場として考えており、オーナーでありながら現場でも活躍する気さくな人物。娼婦だったパティにクラウンとしての適性を見出しスカウトした恩人でもある。

### No.6 TEAM TORERO / マシン:プリズナー6
“人形”ティコ・Fgr（フィギュリン）
宇宙正規軍のテストパイロットを務める少女…ということになっているが、実は生体AI。本来AIはクラウンになれない規定なのだが、軍の計画によって素性を隠し出場させられた。思考形態は人間と異質であり人間とのコミュニケーションは困難である。
ゲーム中でも人間に理解できない独特の言語を話すが、一定条件を満たして、タイトル画面のコンフィグから「ティコリンガル」を設定すると、表示が変化して会話の内容が理解できるようになる。
マルチヴァク
ティコがAIであることを隠すために用意されたダミーAI。通訳も担当しているが、お飾りで性能も低く、その通訳はかなり不正確である。名前の由来はアイザック・アシモフの小説に登場する巨大コンピュータ。
ヴィリエ大佐
ティコの設計者でもある宇宙正規軍の軍人。ある計画のためにティコとプリズナー6をキャノンボールに送り込んだ。芝居がかった独特のしゃべり方をする。名前の元ネタは「アンドロイド」の語を発明したとされる作家オーギュスト・ヴィリエ・ド・リラダン。
リヤドロ中尉
宇宙正規軍の技術士官。チームのメカニック担当。仕事に対する熱意はかなり薄く投げやりだが、腕は優秀な人物である。

### No.7 TEAM RHEINGOLD / マシン:バロック
“絶対音感の”レジーナ・コロナ
惑星ザルツブルク出身。盲目のヴァイオリニスト。突然のキャノンボール出場で周囲を驚かせるが、本人はこのレースを、音楽活動の新たな可能性として捉えている。目が見えない分音感が発達しており、周囲の状況を空気の流れとして正確に把握できる。
ニコラ・アマーティ
レジーナの乗機「バロック」の設計者。本業は楽器職人であり、やたら巨大な楽器を作ることで知られる。名前の由来はヴァイオリン職人のニコロ・アマティ。
アントニオ
ニコラの徒弟。ニコラと共にチームのメカニックを務める。名前の由来はヴァイオリン職人のアントニオ・ストラディバリ。

### No.8 TEAM SAAC / マシン:バーサーカー
“会計”紅谷あーや
スペースアカデミー自動車部の会計係にしてクラウン。能力的には部内最低だが、「クラウンの技量ではなくマシンの性能を誇示する」という部の信念、およびスポンサーの気を引くためにクラウンに抜擢された。いつも酷い失敗をしては先輩たちに折檻されているが、実は真性のマゾヒストであり、むしろ進んで折檻を受けたがる。
惑星モンテカルロでの予選に際して4位で失格となるところだったが、カサブランカ予選の通過者が一名だったため追加出場枠に入り本戦進出した。
神谷部長
自動車部部長。秀才肌のエリートで常に尊大に振舞う。あーやへの折檻は主にパワーハラスメント担当。
和倉
自動車部部員。エンジン周りを担当している。あーやへの折檻は直接的な暴力担当。
新田
自動車部部員。電装系を担当している。あーやへの折檻は偏執的、精神的ないじめ担当。

### No.9 TEAM ONASIS / マシン:シャリート
“マドロス”バルディア・A・イオン
惑星クレタ出身。宇宙海獣捕獲を得意とする冒険家で、キャノンボールの出場経験も複数回あるベテラン。人類が銀河に進出し始めたころ、その版図を広げる冒険航海に功績を残したアルゴー一族の末裔でもある。
バーソロミュー
マドロスの愛犬。まだ子犬だが、マドロスとは強い絆で結ばれている。後にチーム･イエロージャケットに引き取られ、名前をイタリア風に読んだ「バルトロ」の愛称を付けられる。

### No.10 TEAM ROUND / マシン:カレドヴール
“聖杯の”ギャラハッド
惑星キャメロット出身。銀河屈指の傭兵集団「ラウンド」に、アーク「聖杯」をもたらした騎士。主君であるキング・アーサーの命を受けてキャノンボールに出場する。最強であるがゆえに他者をことごとく見下しており、負けん気の強いフィリオと頻繁に衝突する。
オルデンヌ
ギャラハッドのナビゲーターを勤める女性型シミュラクラ。ギャラハッドの彼女に対する扱いは奴隷並みのぞんざいなものだが、彼女自身はギャラハッドに心酔しており、自分は幸福であると断言している。

### No.11 TEAM MCHUMBA / マシン：ワイバーン
“黄金の夜明けの”ナチャ
惑星レオポルドビル出身。ネコミミ族の少女で、"黄金の夜明け"をもたらすと預言されている司祭。裸同然の装束にボディペインティングという極めて露出度の高い格好をしているが、司祭としての正装であれば気にならないらしい。逆に司祭の装束を脱いでしまうと、極端な恥ずかしがり屋になる。
レヴィ長老
ネコミミ族の大長老。ナチャの曾々大叔母であり、ナチャに司祭の秘儀を伝授した先代の司祭。おとなしく落ち着いた雰囲気の賢人。フルネームは「アトラクア・レヴィ・ムーセス」で、ナチャの名前と合わせると「アトラク＝ナチャ」となる。

### No.12 TEAM MITHRIL / マシン:ウロボロス
"天使の唇"メルクリウス
魔法国家「ミスリル」に所属する大魔女。ある密命を受けてキャノンボールに出場する。ミスリルはテラフォーミングを職務としており、結社に所属する魔女たちは自らの体に投与されたナノマシンによって、「魔法」と称される超常現象を起こすことができる。また、自身の肉体もナノマシンによって、不眠や数百年の長命といった特性を帯びており、一般人とは隔絶した存在として振舞っている。
大魔女ジャオジュン
メルクリウスのパートナーであり、導師でもある大魔女。メルクリウスよりもおおらかで少女らしく振舞う。趣味はハーレータイプのセグウェイでドライブすること。名前の由来は、中国四大美人の一人である王昭君。なお、9人が存在するというミスリルの大魔女についてはそれぞれ設定が存在しており、有名な神話伝承の魔女や歴史上の有名な女性から名前が取られている。

### No.14 TEAM VOLF / マシン:ズィーガーシュッセル
“裁きの胃袋”マクシミリアン伯爵
惑星ベルリン出身。ブランデンブルク伯の肩書きを持つ貴族であり、美食家（ガストロノーム）としても知られる男。歩行機械の補助がなければ動けないほどの肥満体とは裏腹に、深い哲学とダンディズムを持ち合わせた紳士である。ともすると思索に没頭してしまうため、美食やキャノンボールといった快楽で自らを刺激し続けている。
ヤーコブ
マクシミリアンの弟で、ソフトウェアを担当するスタッフ。兄であるマクシミリアンを理解しきれてはいないが、兄を尊敬し付き従っている。
アントン
マクシミリアンの弟（ヤーコブよりもさらに年下）で、ハードウェアを担当するスタッフ。食材調達も彼の仕事である。気弱なところがあるが、兄に対しては忠実。

### No.00 TEAM BALDANDERS / マシン:バルトアンデルス
“魔王”バルトアンデルス
全身サイボーグの殺し屋。立ちはだかるものをことごとく粉砕する凶悪な男。フォックスバットを殺すと宣言して付け狙っており、勝負の場を求めてキャノンボールに参戦する。他者と融合する能力を持っており、レース時にも自らマシンと一体化して活動する。なおチームナンバーが00なのは、本作タイトルの元ネタであるチキチキマシン猛レースのチーム「ゼロゼロマシン」にちなんだもの。
ヒッグス
魔王が連れている畸形ネコミミ奴隷のうち最年少の少女。他者に対して「バカ」を連発し、ふざけたいたずらを頻繁に仕掛けてくる。正規の教育は受けていないものの天才的な頭脳を持ち、レース時には魔王と融合することでナビゲーターとしてその能力を提供する。元ネタは、チキチキマシン猛レースのキャラクター「ケンケン」。

### その他の登場キャラクター
ギュスターヴ警部補
惑星ジェノバの警察官。密輸や麻薬の取り締まり担当だが、実際にはフィリオたち密輸組織の面々と適度に馴れ合っている。
セシル巡査部長
惑星ジェノバの女性警察官。ネコミミ族の出身だが勤勉で努力家。フィリオを密輸組織の運び屋として追い回している。後に警部に昇格してバビロン警察に転任する。ギュスターヴの不真面目さに苛立ちながらも、彼を男性として意識している様子。
ヤマネ
キャノンボールのピットレポーター。レースの実況からクラウンのインタビューまでこなす陽気な女性。実は辺境惑星の出身で、酔っ払うと口調にお国訛りが出る。
根津稔
ユニオン企画四課係長。キャノンボールの運営全般を担当する。一見するとお調子者のサラリーマンという感じだが、キャノンボールの暗部までを掌握する狡猾な人物。
アンリエット
ユニオン所属のネコミミアイドル。ユニオン提供の通信販売番組などに出演し、ネコミミ族の視聴者には絶大な影響力を誇る。元ネタはライアーソフトの過去作品『サフィズムの舷窓』の主人公杏里・アンリエット。本作には他にも随所でライアーソフト作品のセルフパロディ的キャラクターが出演している。
ジョルジオ・ロッシ
フィリオ･ロッシの父親。通称は「ジーノ」。作中時点では既に故人である。かつてキャノンボールに二度出場し、二度目の決勝レースで事故死している。成績は振るわなかったものの、印象に残る走り方で今なおファンの記憶に留まっている。

## 用語
セイファート
銀河系オリオン腕周域の人類文明圏を指す総称。
キャノンボール
2年に一度開催される、セイファートにおける最大のスポーツイベント。5つの予選会場から選抜された上位3機のマシン、計15機が、1年がかりの12回のレースを経て優勝を争う。レースの舞台は、巨大都市型宇宙船「バビロン」を拠点とし、バビロンがレースのコースに指定された恒星系を移動することで進行していく。
クラウン
キャノンボールに出場するレーシングドライバーのこと。キャノンボールのマシンは、定められたコースを示す輪を潜っていく必要上、球形に近いフォルムをとることが多いので、玉乗り道化（Clown）と称される。その一方で、王冠（Crown）に通じる名誉ある称号としても認識されている。レース中は法を超越した立場が認められ、いかなる法律・条約による拘束も庇護も受けることは無い。
シミュラクラ
高性能の人間型ロボット。ほとんどのシミュラクラはAIを搭載しており、一般人の間ではAIと同義である（実際には、ホログラフィで姿を投影したり、人間型の義体を持たないAIも存在する）。通常のシミュラクラには制限がかけられており、人間に危害を加えることができない。元ネタはフィリップ・K・ディックの小説に登場する人造人間の総称。
ネコミミ
人類文明圏に広く生活する、猫のような耳と尻尾を持つ亜人種。一般には人類より社会的に低い奴隷階級として扱われる。元ネタはコードウェイナー・スミスの「人類補完機構」シリーズに登場する「猫人」。
アーク
人類以前に存在したことが確認されている、銀河古代文明の遺産。現行の技術レベルを超えた能力を持っており、セイファートの有力な国家や団体は、たいてい強力なアークを保有している。

## スタッフ
- 企画:星空めてお
- シナリオ:星空めてお、茗荷屋甚六
- 原画・キャラクターデザイン:小梅けいと
- マシンデザイン:かねこしんや
- 音楽:ノーブランドサウンズ